# 佐相壱明
佐相 壱明（さそう かずあき、1999年6月16日 - ）は、東京都町田市出身のプロサッカー選手。Jリーグ・松本山雅FC所属。ポジションはフォワード。

## 略歴
中学時代は無名の選手だったが、パスサッカーに憧れて昌平高等学校に進学。高校生になると大宮アルディージャの練習に参加し、加入内定することが発表された。昌平高校では3年時に全国高等学校サッカー選手権大会に出場し、広島皆実高等学校相手に得点を決めて選手権初勝利に貢献した。
2018年より大宮アルディージャに加入。
2020年よりAC長野パルセイロへ育成型期限付き移籍で加入。
2021年、大宮へ復帰した が、シーズン終了後に契約期間の満了を通告された。
同年12月10日、フクダ電子アリーナで行われたJリーグ合同トライアウトに出場。2ゴールをあげる見せ場を作った。
2022年、SC相模原へ完全移籍。
2023年12月1日、SC相模原は契約満了を発表した。
同年12月29日、松本山雅FCへ移籍した。
2024年4月28日に行われたJ3第11節、カターレ富山戦でロングスローのこぼれ球から移籍後初ゴールをマークした。
シーズン中盤まではウイングやサイドハーフとして途中出場することが多かったものの、シーズン終盤はチームが3バックにフォーメーション変更したのを機に右ウィングバックのスタメンに定着し、チームの昇格プレーオフ出場に貢献した。

## 所属クラブ
- 緑山サッカークラブ
- 昌平高等学校
- 2018年 - 2021年  大宮アルディージャ
  - 2020年  AC長野パルセイロ（育成型期限付き移籍）
- 2022年 - 2023年  SC相模原
- 2024年 -  松本山雅FC

## 個人成績
| 国内大会個人成績 | 国内大会個人成績 | 国内大会個人成績 | 国内大会個人成績 | 国内大会個人成績 | 国内大会個人成績 | 国内大会個人成績 | 国内大会個人成績 | 国内大会個人成績 | 国内大会個人成績 | 国内大会個人成績 | 国内大会個人成績 |
| 年度             | クラブ           | 背番号           | リーグ           | リーグ戦         | リーグ戦         | リーグ杯         | リーグ杯         | オープン杯       | オープン杯       | 期間通算         | 期間通算         |
| 年度             | クラブ           | 背番号           | リーグ           | 出場             | 得点             | 出場             | 得点             | 出場             | 得点             | 出場             | 得点             |
| 日本             | 日本             | 日本             | 日本             | リーグ戦         | リーグ戦         | リーグ杯         | リーグ杯         | 天皇杯           | 天皇杯           | 期間通算         | 期間通算         |
| ---------------- | ---------------- | ---------------- | ---------------- | ---------------- | ---------------- | ---------------- | ---------------- | ---------------- | ---------------- | ---------------- | ---------------- |
| 2018             | 大宮             | 34               | J2               | 1                | 0                | -                | -                | 1                | 0                | 2                | 0                |
| 2019             | 大宮             | 34               | J2               | 0                | 0                | -                | -                | 2                | 0                | 2                | 0                |
| 2020             | 長野             | 15               | J3               | 27               | 5                | -                | -                | -                | -                | 27               | 5                |
| 2021             | 大宮             | 34               | J2               | 11               | 0                | -                | -                | 1                | 0                | 12               | 0                |
| 2022             | 相模原           | 22               | J3               | 21               | 1                | -                | -                | -                | -                | 21               | 1                |
| 2023             | 相模原           | 22               | J3               | 24               | 0                | -                | -                | -                | -                | 24               | 0                |
| 2024             | 松本             | 22               | J3               | 27               | 1                | 2                | 0                | -                | -                | 29               | 1                |
| 2025             | 松本             | 22               | J3               |                  |                  |                  |                  |                  |                  |                  |                  |
| 通算             | 日本             | 日本             | J2               | 12               | 0                | -                | -                | 4                | 0                | 16               | 0                |
| 通算             | 日本             | 日本             | J3               | 99               | 7                | 2                | 0                | -                | -                | 101              | 7                |
| 総通算           | 総通算           | 総通算           | 総通算           | 111              | 7                | 2                | 0                | 4                | 0                | 117              | 7                |

出場歴
- Jリーグ初出場 - 2018年6月23日 J2第20節 京都サンガF.C.戦 (西京極総合運動公園陸上競技場兼球技場)
- Jリーグ初得点 - 2020年7月15日 J3第4節 福島ユナイテッドFC戦 (長野Uスタジアム)